# Villa Percuoco
Villa Percuoco è una delle ville vesuviane del Miglio d'oro; è sita in zona periferica di Napoli, nel quartiere di San Giovanni a Teduccio.
La struttura, di origine settecentesca, è stata parzialmente trasformata da nuove aggiunte e trasformazioni. La sua architettura è composta da costruzioni in tufo con volte e solai in legno. L'interno dell'androne conserva una scenografica scalinata. La facciata, che ha molto risentito delle influenze vanvitelliane, mostra ancora alcuni elementi originari.